# Dag Hammarskjöld
Dag Hammarskjöld, švedski ekonomist, pravnik, diplomat in politik, * 29. julij 1905, Jönköping, Švedska, † 18. september 1961, blizu Ndole, Severna Rodezija (zdaj Zambija).
Bil je tretji generalni sekretar OZN (med letoma 1953 in 1961).

## Švedska politika
Čeprav rojen v Jönköpingu, je večino svojega otroštva preživel v Uppsali. Njegov oče, Hjalmar Hammarskjöld, je bil predsednik vlade Švedske med letoma 1914 in 1917. Po študiju na uppsalski univerzi se je preselil v Stockholm in vstopil v politiko.

## Vodenje OZN
Ko je leta 1952 odstopil Trygve Lie, se je za funkcijo generalnega sekretarja Organizacije združenih narodov potegovalo več kandidatov. V času hladne vojne je bil Hammarskjöld iz nevtralne Švedske sprejemljiv tako za Vzhod kot za Zahod. Prvi mandat je začel aprila 1953, leta 1957 pa je bil ponovno izvoljen. Kot glavno nalogo ZN je Hammarskjöld videl ohranjanje miru, kar je po njegovem mnenju temelj družbenega napredka.
V prizadevanjih za ohranjanje oz. vzpostavitve miru je večkrat potoval na sam kraj, kjer so konflikti potekali in s pogajanji posredoval med sprtima stranema. Na Kitajskem je izpogajal izpustitev 15 ameriških pilotov, zajetih med korejsko vojno. Na Bližnjem Vzhodu je pripomogel k premirju med arabskimi državami in Izraelom. V času Sueške krize je bila po težkih pogajanjih oblikovana UNEF (United Nations Emergency Force), prva mirovna operacija, katere cilj je bil ohranjanje premirja in poskrbeti, da so vsi tuji vojaki zapustili Egipt. Za svoje delo je leta 1961 prejel Nobelovo nagrada za mir.
Med drugim je potoval v Libanon, Laos, Kongo in Tunizijo. Med njegovim drugim potovanjem v Kongo na povabilo premierja Adoule je njegovo letalo strmoglavilo, pri čemer je umrl. Preiskovalna komisija pod vodstvom nepalskega diplomata Šaha je ugotovila, da se je letalo ob pristanku spustilo prenizko.
Kljub temu, da ni bilo dokazov o ugrabitvi letala, podtaknjeni bombi ali poskusu sestrelitve letala, obstaja več teorij zarote. Ena med njimi, ki se je pojavila leta 2007, na primer trdi, da je njegovo letalo sestrelil neimenovani plačanec iz Južne Afrike.